# Eyes of Innocence
Eyes of Innocence è l'ottavo album in studio del gruppo musicale dance pop statunitense Miami Sound Machine, pubblicato nel 1984. Si tratta del primo disco in lingua inglese.

## Tracce
1. Dr. Beat – 4:26
2. Prisoner of Love – 4:00
3. Ok – 4:12
4. Love Me – 4:15
5. Orange Express – 3:45
6. I Need a Man – 3:40
7. Eyes of Innocence – 3:04
8. When Someone Comes Into Your Life – 4:59
9. I Need Your Love – 4:38
10. Do You Want to Dance? – 3:40